# Divizion A
La Divizion A è la massima serie del campionato bielorusso di pallavolo femminile: al torneo partecipano otto squadre di club bielorusse e la squadra vincitrice si fregia del titolo di campione di Bielorussia.

## Albo d'oro
| Anno             | Podio               | Podio               | Podio               |
| Campione         | Seconda             | Terza               |                     |
| ---------------- | ------------------- | ------------------- | ------------------- |
| 1991-92 Dettagli | Kommunalnik Minsk   | Nadezhda Gomel      | Neman Grodno        |
| 1992-93 Dettagli | Kommunalnik Minsk   | Nadezhda Gomel      | Mastra Minsk        |
| 1993-94 Dettagli | Amkodor Minsk       | Enka Minsk          | Nadezhda Gomel      |
| 1994-95 Dettagli | Amkodor Minsk       | Nadezhda Gomel      | Enka Minsk          |
| 1995-96 Dettagli | Amkodor Minsk       | SCAF Minsk          | Kovrovschik Brest   |
| 1996-97 Dettagli | Amkodor Minsk       | Kovrovschik Brest   | Nadezhda Gomel      |
| 1997-98 Dettagli | Amkodor Minsk       | Nadezhda Gomel      | Kovrovschik Brest   |
| 1998-99 Dettagli | Amkodor Minsk       | Kovrovschik Brest   | Atlant Baranoviči   |
| 1999-00 Dettagli | Atlant Baranoviči   | Minčanka            | Nadezhda Gomel      |
| 2000-01 Dettagli | Minčanka            | Atlant Baranoviči   | Kovrovschik Brest   |
| 2001-02 Dettagli | Kovrovschik Brest   | Minčanka            | Ghani Minsk         |
| 2002-03 Dettagli | Kovrovschik Brest   | Minčanka            | Slavyanka Minsk     |
| 2003-04 Dettagli | Minčanka            | Slavyanka Minsk     | Atlant Baranoviči   |
| 2004-05 Dettagli | Slavyanka Minsk     | Minčanka            | Atlant Baranoviči   |
| 2005-06 Dettagli | Atlant Baranoviči   | Minčanka            | Slavyanka Minsk     |
| 2006-07 Dettagli | Minčanka            | Atlant Baranoviči   | Kamunal'nik Mahilëŭ |
| 2007-08 Dettagli | Atlant Baranoviči   | Kamunal'nik Mahilëŭ | Minčanka            |
| 2008-09 Dettagli | Atlant Baranoviči   | Minčanka            | Neman Grodno        |
| 2009-10 Dettagli | Minčanka            | Kamunal'nik Mahilëŭ | Atlant Baranoviči   |
| 2010-11 Dettagli | Atlant Baranoviči   | Minčanka            | Kamunal'nik Mahilëŭ |
| 2011-12 Dettagli | Atlant Baranoviči   | Kamunal'nik Mahilëŭ | Minčanka            |
| 2012-13 Dettagli | Neman Grodno        | Atlant Baranoviči   | Minčanka            |
| 2013-14 Dettagli | Pribuž'e Brest      | Minčanka            | Atlant Baranoviči   |
| 2014-15 Dettagli | Poles'ja Mozyrskaja | Minčanka            | Pribuž'e Brest      |
| 2015-16 Dettagli | Minčanka            | Poles'ja Mozyrskaja | Pribuž'e Brest      |
| 2016-17 Dettagli | Minčanka            | Poles'ja Mozyrskaja | Kommunalnik Grodno  |
| 2017-18 Dettagli | Minčanka            | Pribuž'e Brest      | Poles'ja Mozyrskaja |
| 2018-19 Dettagli | Minčanka            | Pribuž'e Brest      | Poles'ja Mozyrskaja |
| 2019-20 Dettagli | Minčanka            | Poles'ja Mozyrskaja | Pribuž'e Brest      |
| 2020-21 Dettagli | Minčanka            | Pribuž'e Brest      | Minčanka II         |
| 2021-22 Dettagli | Minčanka            | Pribuž'e Brest      | Poles'ja Mozyrskaja |
| 2022-23 Dettagli | Minčanka            | Pribuž'e Brest      | Kamunal'nik Mahilëŭ |

## Palmarès
| Squadra             | Titolo | Edizione                                                                                                   |
| ------------------- | ------ | --- |
| Minčanka            | 12     | 2000-01, 2003-04, 2006-07, 2009-10, 2015-16, 2016-17, 2017-18, 2018-19, 2019-20, 2020-21, 2021-22, 2022-23 |
| Amkodor Minsk       | 6      | 1993-94, 1994-95, 1995-96, 1996-97, 1997-98, 1998-99                                                       |
| Atlant Baranoviči   | 6      | 1999-00, 2005-06, 2007-08, 2008-09, 2010-11, 2011-12                                                       |
| Kommunalnik Minsk   | 2      | 1991-92, 1992-93                                                                                           |
| Kovrovschik Brest   | 2      | 2001-02, 2002-03                                                                                           |
| Slavyanka Minsk     | 1      | 2004-05 |
| Neman Grodno        | 1      | 2012-13 |
| Pribuž'e Brest      | 1      | 2013-14 |
| Poles'ja Mozyrskaja | 1      | 2014-15 |